# Aysha curumim
Aysha curumim är en spindelart som beskrevs av Antonio D. Brescovit 1992. Aysha curumim ingår i släktet Aysha och familjen spökspindlar. Inga underarter finns listade.